# مالوالیک اسید
مالوالیک اسید (به انگلیسی: Mangiferin) با فرمول شیمیایی C۱۹H۱۸O۱۱ یک ترکیب شیمیایی با شناسه پاب‌کم ۵۲۸۱۶۴۷ است. که جرم مولی آن ۴۲۲٫۳۳ g/mol می‌باشد. 